# ملعب هيرمانوس أنتونيا
ملعب هيرمانوس أنتونيا (Estadio Hermanos Antuña) هو ملعب كرة قدم في ميريس بإسبانيا، وهو موطن نادي كاودال ديبورتيفو ‏.

## تاريخ
افتتح في 16 سبتمبر 1951 باسم Nuevo Estadio del Batán، وتم تغيير اسمه إلى ملعب هيرمانوس أنتونيا في عام 1964 تكريمًا للأخوين أنتونيا: خواكين ورامون، اللذان كان لهما تأثير مهم في السنوات الأولى لتأسيس نادي كاودال ديبورتيفو، وكان رامون أنتونيا رئيسًا للنادي لمدة 29 عامًا.